# Arri
Arri Group — німецька компанія, що спеціалізується на виробництві обладнання для зйомок кіно. Повне найменування — Arnold & Richter Cine Technik (A&R). Штаб-квартира компанії розташована в Мюнхені.

## Історія

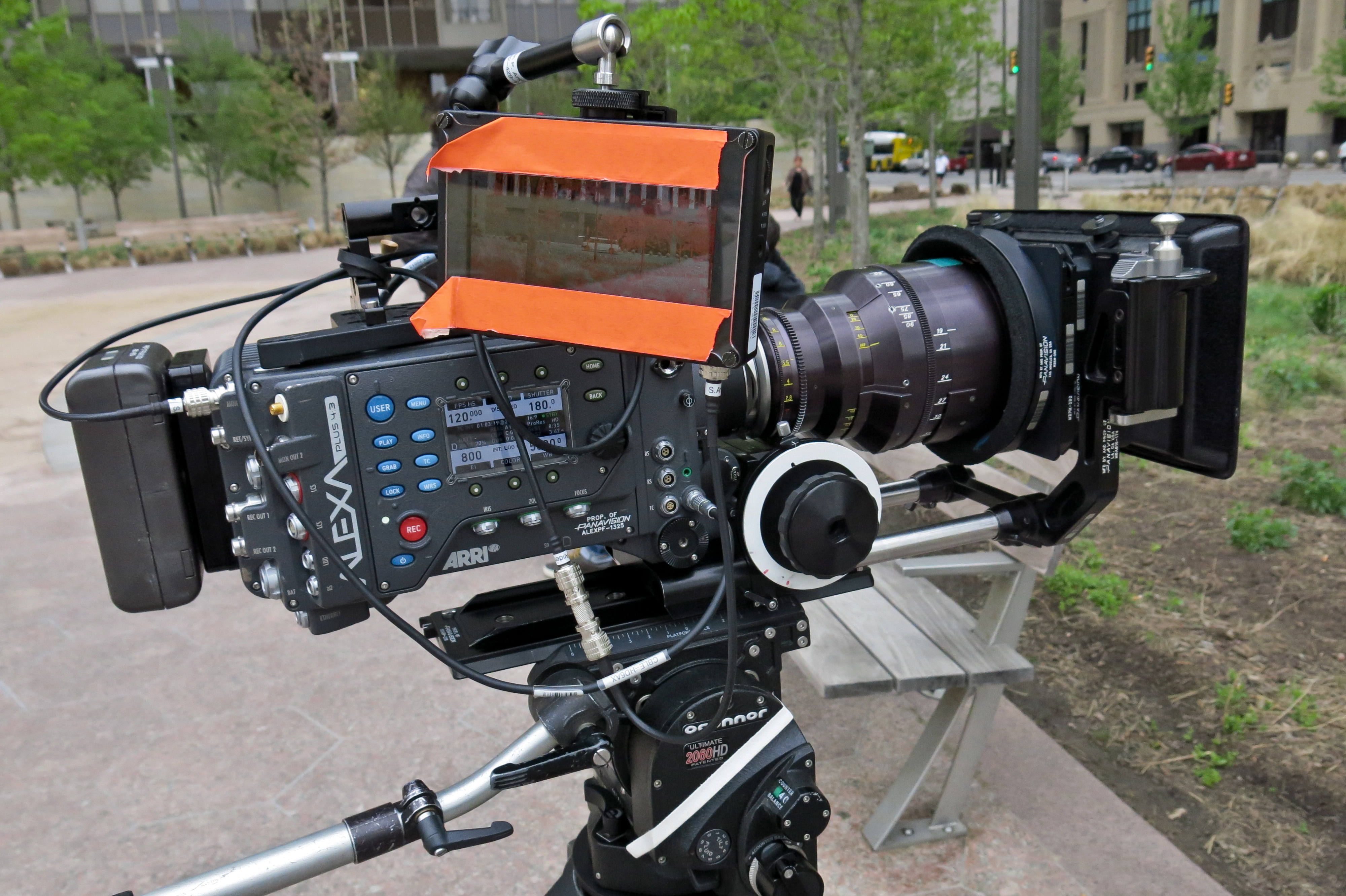
Камера Arri Alexa

Arri — компанія, постачальник обладнання для кіноіндустрії. Заснована в 1917 році. Названа на честь засновників: Августа Арнольда і Роберта Ріхтера. Виробник плівкових кінокамер (16, 35, і 65/70 мм) і обладнання для освітлення. У 1937 році презентувала першу 35-мм ручну кінокамеру з дзеркальним обтюратором — Arriflex 35. Наступні модифікації цієї кінокамери мають дзеркальний обтюратор, турель на три об'єктиви й двигун-рукоятку, розташований знизу, випускалася аж до 1990-х років. У 2010 році була випущена камера Arri Alexa. Камера мала можливість стискати кадри 1080p до форматів ProRes QuickTime і дозволяла безпосередньо редагувати робочі процеси.

## Кінореєстратори
Arrilaser — пристрій, що використовується для друку на кіноплівці фільмокопій з цифрових відеоданих, знятих цифровою кінокамерою або отриманих в результаті цифрової обробки зображення, зісканованого з негативу.

## Сканер для кіноплівки
Arriscan — пристрій для сканування послідовності кадрів на кіноплівці в цифровий файл кінематографічної якості — послідовність зображень, для обробки під час постпродукції і друку на цифровий негатив за допомогою Arriscan.